# 프라임 비디오
프라임 비디오(Prime Video)는 아마존 닷컴이 운영하는 주문형 비디오 OTT 스트리밍 서비스다. 텔레비전 쇼와 영화를 대여 및 판매하고, 멤버십에 따라서 차등적으로 제공되는 콘텐츠도 있다. HBO 등 경쟁사들처럼 독점적으로 제공하는 콘텐츠도 있다.
2006년 9월 7일 아마존 언박스(Amazon Unbox)란 이름으로 미국에서 시작했다. 이후 아마존 인스턴트 비디오 앤 디맨드(Amazon Instant Video and Demand)로 사명을 바꿨다. 2011년 우편형 DVD 배달 서비스 회사 러브 필름을 인수했다.
2012년 노르웨이, 덴마크, 스웨덴에서도 운영했으나 2013년 서비스를 중단했다.